# Pierrefiche (Aveyron)
Pour les articles homonymes, voir Pierrefiche.
Pierrefiche est une commune française située dans le département de l'Aveyron, en région Occitanie.
Le patrimoine architectural de la commune comprend deux  immeubles protégés au titre des monuments historiques : le château de Galinières, inscrit en 1928 puis classé en 1988, et l'église Saint-Pierre, inscrite en 1928.

## Géographie

### Communes limitrophes
Les communes limitrophes sont  Palmas d'Aveyron, Saint Geniez d'Olt et d'Aubrac, Saint-Martin-de-Lenne, Sainte-Eulalie-d'Olt et Vimenet.
|                  | Sainte-Eulalie-d'Olt | Saint Geniez d'Olt et d'Aubrac |
| Palmas d'Aveyron | Pierrefiche          | Saint-Martin-de-Lenne          |
|                  | Vimenet              |                                |

### Hydrographie

#### Réseau hydrographique

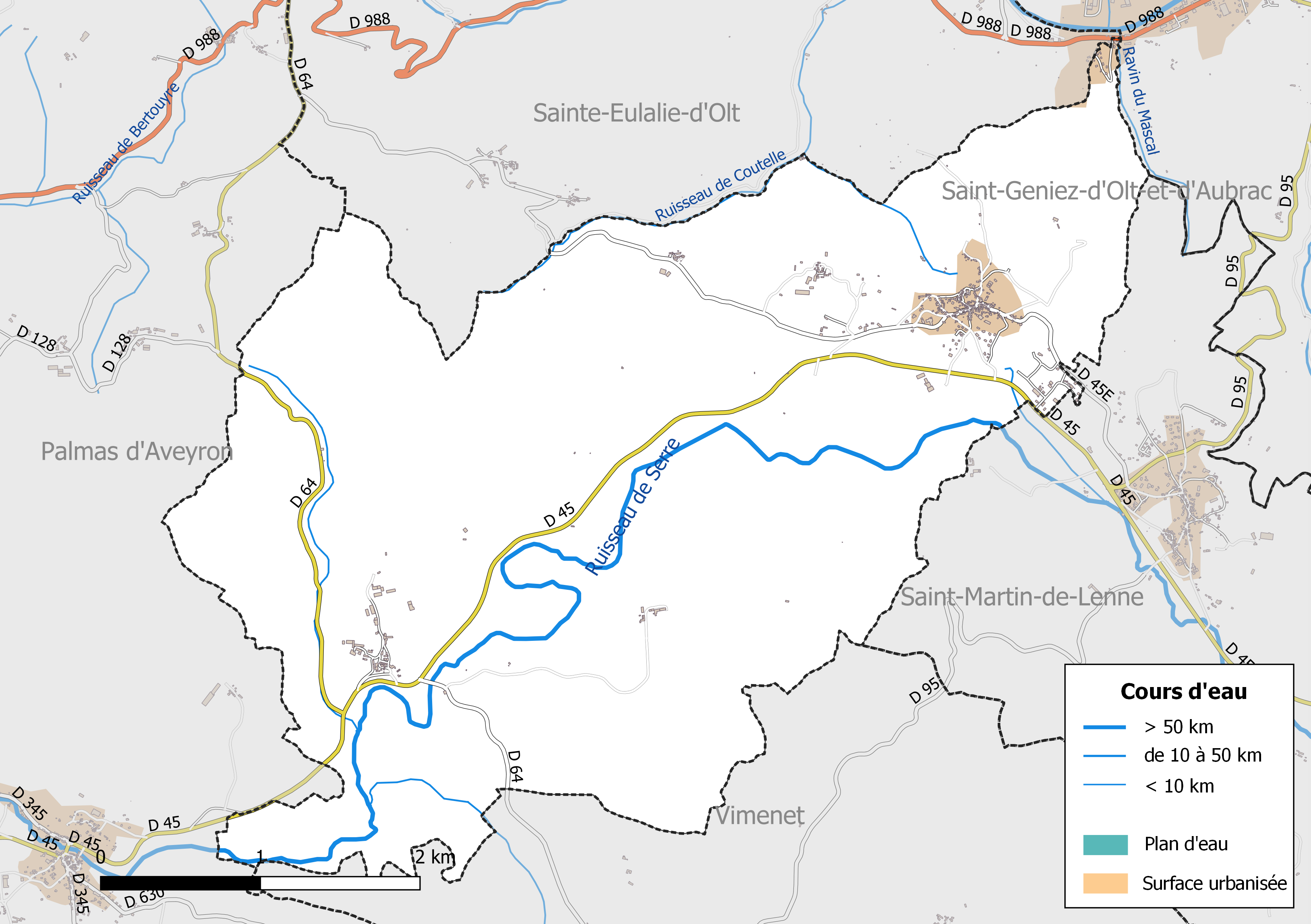
Réseaux hydrographique et routier de Pierrefiche.

La commune est drainée par le Ruisseau de Serre, le ravin du Mascal, le ruisseau de Coutelle, le ruisseau de Glassac et par divers petits cours d'eau.
Le Ruisseau de Serre, d'une longueur totale de 29,4 km, prend sa source dans la commune de Campagnac et se jette  dans l'Aveyron à Palmas d'Aveyron, après avoir arrosé 6 communes.

#### Gestion des cours d'eau
La gestion des cours d’eau situés dans le bassin de l’Aveyron est assurée par l’établissement public d'aménagement et de gestion des eaux (EPAGE) Aveyron amont, créé le 1er janvier 2017, en remplacement du syndicat mixte du bassin versant Aveyron amont,,.

### Climat
Pour des articles plus généraux, voir Climat de l'Occitanie et Climat de l'Aveyron.
En 2010, le climat de la commune est de type climat océanique altéré, selon une étude s'appuyant sur une série de données couvrant la période 1971-2000. En 2020, Météo-France publie une typologie des climats de la France métropolitaine dans laquelle la commune est exposée à un climat de montagne et est dans la région climatique Sud-est du Massif Central, caractérisée par une pluviométrie annuelle de 1 000 à 1 500 mm, minimale en été, maximale en automne.
Pour la période 1971-2000, la température annuelle moyenne est de 10,4 °C, avec une amplitude thermique annuelle de 15,9 °C. Le cumul annuel moyen de précipitations est de 1 133 mm, avec 11,3 jours de précipitations en janvier et 6,3 jours en juillet. Pour la période 1991-2020, la température moyenne annuelle observée sur la station météorologique la plus proche, située sur la commune de Saint Geniez d'Olt et d'Aubrac à 3 km à vol d'oiseau, est de 9,0 °C et le cumul annuel moyen de précipitations est de 1 456,2 mm,. Pour l'avenir, les paramètres climatiques de la commune estimés pour 2050 selon différents scénarios d'émission de gaz à effet de serre sont consultables sur un site dédié publié par Météo-France en novembre 2022.

### Milieux naturels et biodiversité

#### Sites Natura 2000

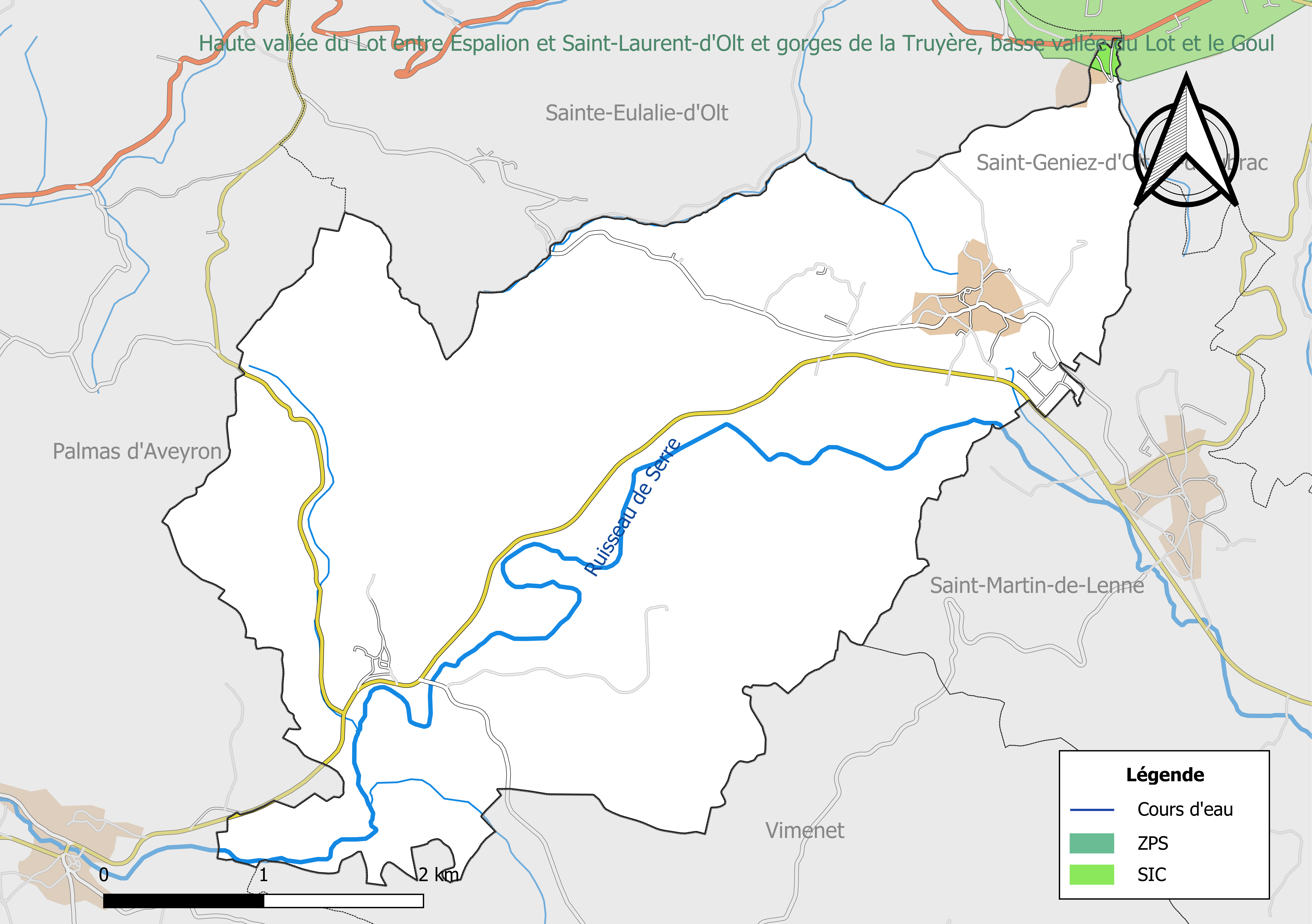
Sites Natura 2000 sur le territoire communal.

Le réseau Natura 2000 est un réseau écologique européen de sites naturels d’intérêt écologique élaboré à partir des Directives « Habitats » et « Oiseaux ». Ce réseau est constitué de Zones spéciales de conservation (ZSC) et de Zones de protection spéciale (ZPS). Dans les zones de ce réseau, les États Membres s'engagent à maintenir dans un état de conservation favorable les types d'habitats et d'espèces concernés, par le biais de mesures réglementaires, administratives ou contractuelles.
Un site Natura 2000 a été défini sur la commune au titre de la « directive Habitats » : 
La « Haute vallée du Lot entre Espalion et Saint-Laurent-d'Olt et gorges de la Truyère, basse vallée du Lot et le Goul », d'une superficie de 5 653 ha, comprend une partie de la vallée du Lot ainsi que deux de ses affluents : la Truyère et le Goul. Le site est remarquable d'une part du fait de la présence de deux espèces d'intérêt communautaire, la Loutre d'Europe et le Chabot, et de plusieurs habitats aquatiques et forestiers d'intérêts communautaires qui se rapportent aux trois entités paysagères du site.

#### Zones naturelles d'intérêt écologique, faunistique et floristique

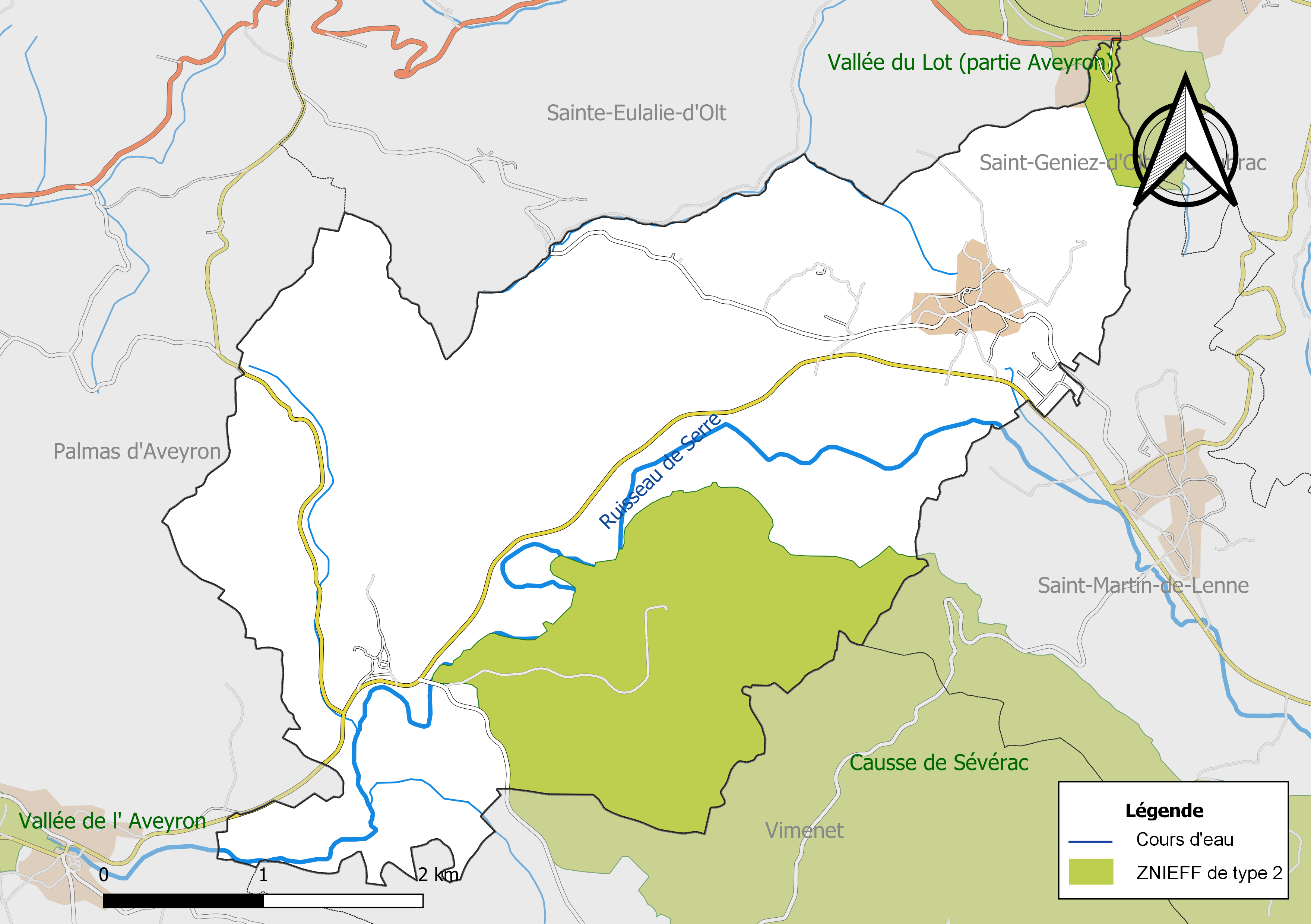
Carte des ZNIEFF de type 2 localisées sur la commune.

L’inventaire des zones naturelles d'intérêt écologique, faunistique et floristique (ZNIEFF) a pour objectif de réaliser une couverture des zones les plus intéressantes sur le plan écologique, essentiellement dans la perspective d’améliorer la connaissance du patrimoine naturel national et de fournir aux différents décideurs un outil d’aide à la prise en compte de l’environnement dans l’aménagement du territoire.
Le territoire communal de Pierrefiche comprend deux ZNIEFF de type 2, : 
- le « Causse de Sévérac » (3 710 ha), qui s'étend sur 6 communes de l'Aveyron[16];
- la « Vallée du Lot (partie Aveyron) » (19 239 ha), qui s'étend sur 47 communes dont 39 dans l'Aveyron, 5 dans le Cantal, 2 dans le Lot et 1 dans la Lozère[17].

## Urbanisme

### Typologie
Au 1er janvier 2024, Pierrefiche est catégorisée commune rurale à habitat dispersé, selon la nouvelle grille communale de densité à sept niveaux définie par l'Insee en 2022.
Elle est située hors unité urbaine. Par ailleurs la commune fait partie de l'aire d'attraction de Rodez, dont elle est une commune de la couronne,. Cette aire, qui regroupe 68 communes, est catégorisée dans les aires de 50 000 à moins de 200 000 habitants,.

### Occupation des sols

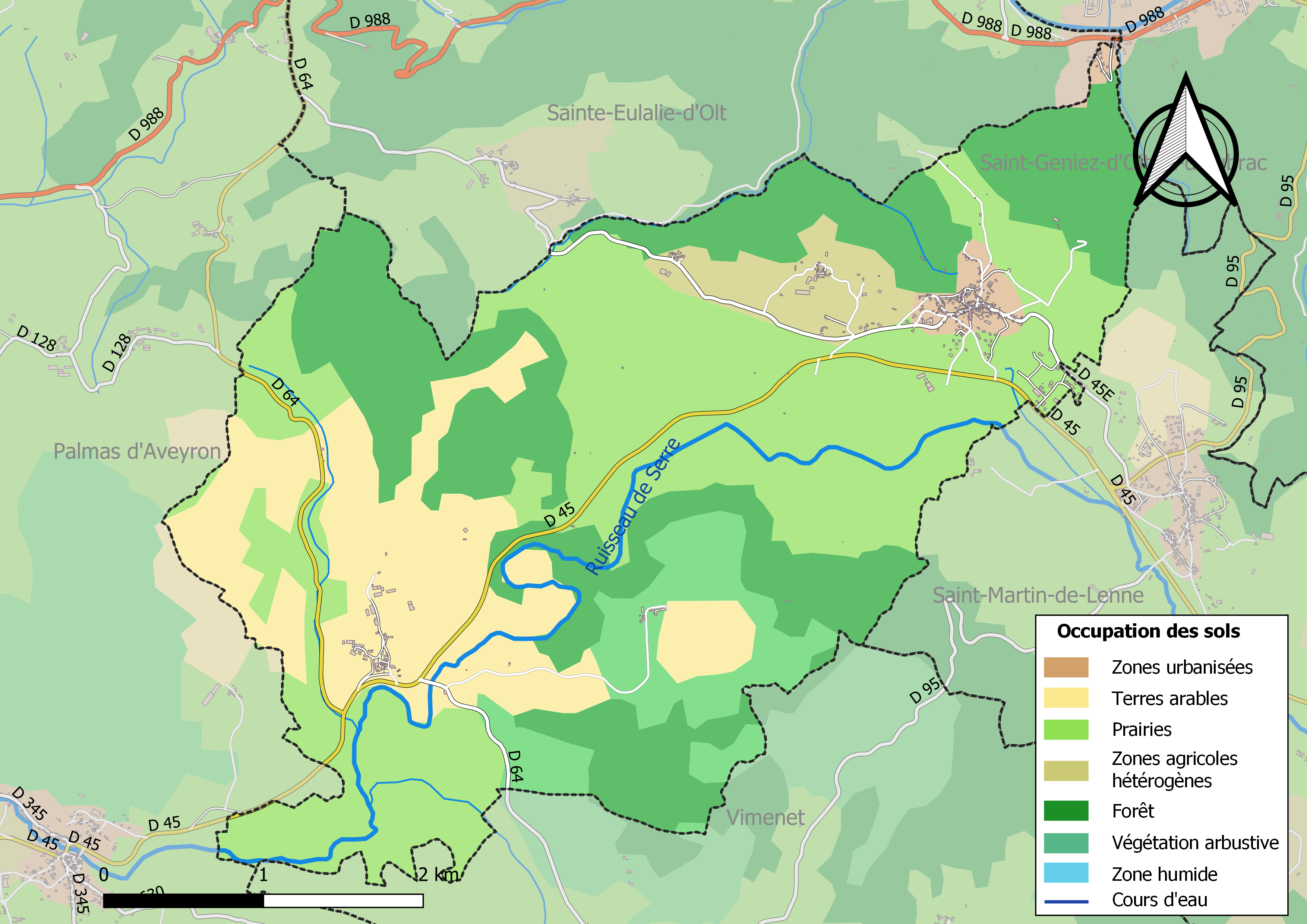
Infrastructures et occupation des sols de la commune de Pierrefiche.

L'occupation des sols de la commune, telle qu'elle ressort de la base de données européenne d’occupation biophysique des sols Corine Land Cover (CLC), est marquée par l'importance des territoires agricoles (63,5 % en 2018), en augmentation par rapport à 1990 (61,9 %). La répartition détaillée en 2018 est la suivante : 
prairies (38,4 %), forêts (26,9 %), terres arables (21,1 %), milieux à végétation arbustive et/ou herbacée (6,9 %), zones agricoles hétérogènes (4 %), zones urbanisées (2,7 %).

### Planification de l'aménagement
La commune ne disposait pas en 2017 de document d'urbanisme opérationnel et le règlement national d'urbanisme s'appliquait donc pour la délivrance des permis de construire.

### Risques majeurs
Le territoire de la commune de Pierrefiche est vulnérable à différents aléas naturels : climatiques (hiver exceptionnel ou canicule), feux de forêts et séisme (sismicité faible).
Il est également exposé à un risque technologique, le transport de matières dangereuses, et à un risque particulier, le risque radon,.

#### Risques naturels
Le Plan départemental de protection des forêts contre les incendies découpe le département de l’Aveyron en sept « bassins de risque » et définit une sensibilité des communes à l’aléa feux de forêt (de faible à très forte). La commune est classée en sensibilité moyenne.
Les mouvements de terrains susceptibles de se produire sur la commune sont soit des mouvements liés au retrait-gonflement des argiles, soit des effondrements liés à des cavités souterraines. Le phénomène de retrait-gonflement des argiles est la conséquence d'un changement d'humidité des sols argileux. Les argiles sont capables de fixer l'eau disponible mais aussi de la perdre en se rétractant en cas de sécheresse. Ce phénomène peut provoquer des dégâts très importants sur les constructions (fissures, déformations des ouvertures) pouvant rendre inhabitables certains locaux. La carte de zonage de cet aléa peut être consultée sur le site de l'observatoire national des risques naturels Géorisques. Une autre carte permet de prendre connaissance des cavités souterraines localisées sur la commune,.

#### Risques technologiques
Le risque de transport de matières dangereuses sur la commune est lié à sa traversée par une route à fort trafic. Un accident se produisant sur une telle infrastructure est en effet susceptible d’avoir des effets graves au bâti ou aux personnes jusqu’à 350 m, selon la nature du matériau transporté. Des dispositions d’urbanisme peuvent être préconisées en conséquence.

#### Risque particulier
Dans plusieurs parties du territoire national, le radon, accumulé dans certains logements ou autres locaux, peut constituer une source significative d’exposition de la population aux rayonnements ionisants. Toutes les communes du département sont concernées par le risque radon à un niveau plus ou moins élevé. Selon le dossier départemental des risques majeurs du département établi en 2013, la commune de Pierrefiche est classée à risque faible. Un décret du 4 juin 2018 a modifié la terminologie du zonage définie dans le code de la santé publique et a été complété par un arrêté du 27 juin 2018 portant délimitation des zones à potentiel radon du territoire français. La commune est désormais en zone 1, à savoir zone à potentiel radon faible.

## Politique et administration

### Découpage territorial
La commune de Pierrefiche est membre de la communauté de communes Des Causses à l'Aubrac, un établissement public de coopération intercommunale (EPCI) à fiscalité propre créé le 1er janvier 2017 dont le siège est à Palmas d'Aveyron. Ce dernier est par ailleurs membre d'autres groupements intercommunaux.
Sur le plan administratif, elle est rattachée à l'arrondissement de Rodez, au département de l'Aveyron et à la région Occitanie. Sur le plan électoral, elle dépend du  canton de Lot et Palanges pour l'élection des conseillers départementaux, depuis le redécoupage cantonal de 2014 entré en vigueur en 2015, et de la première circonscription de l'Aveyron  pour les élections législatives, depuis le dernier découpage électoral de 2010.

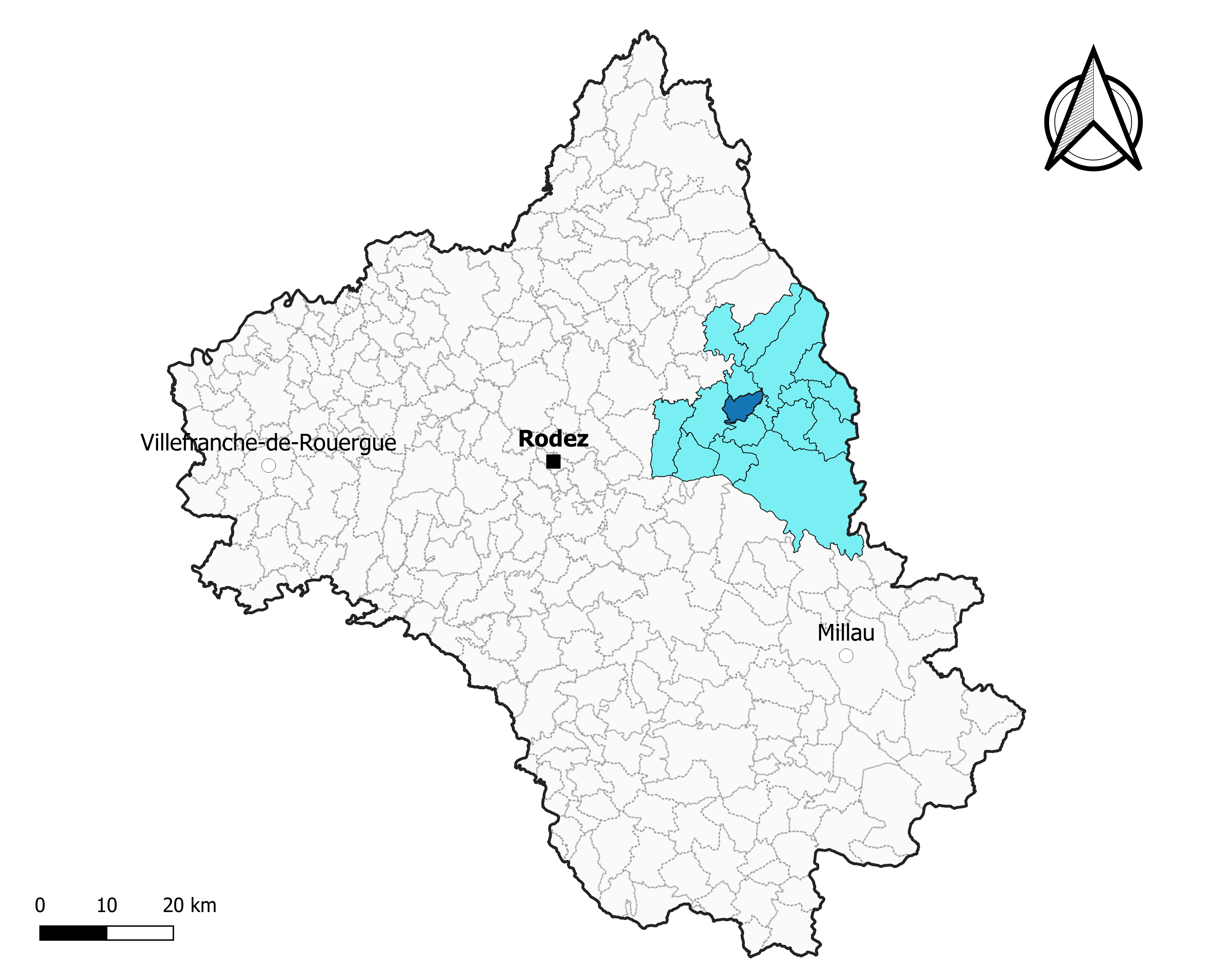
Pierrefiche dans l'intercommunalité en 2020.
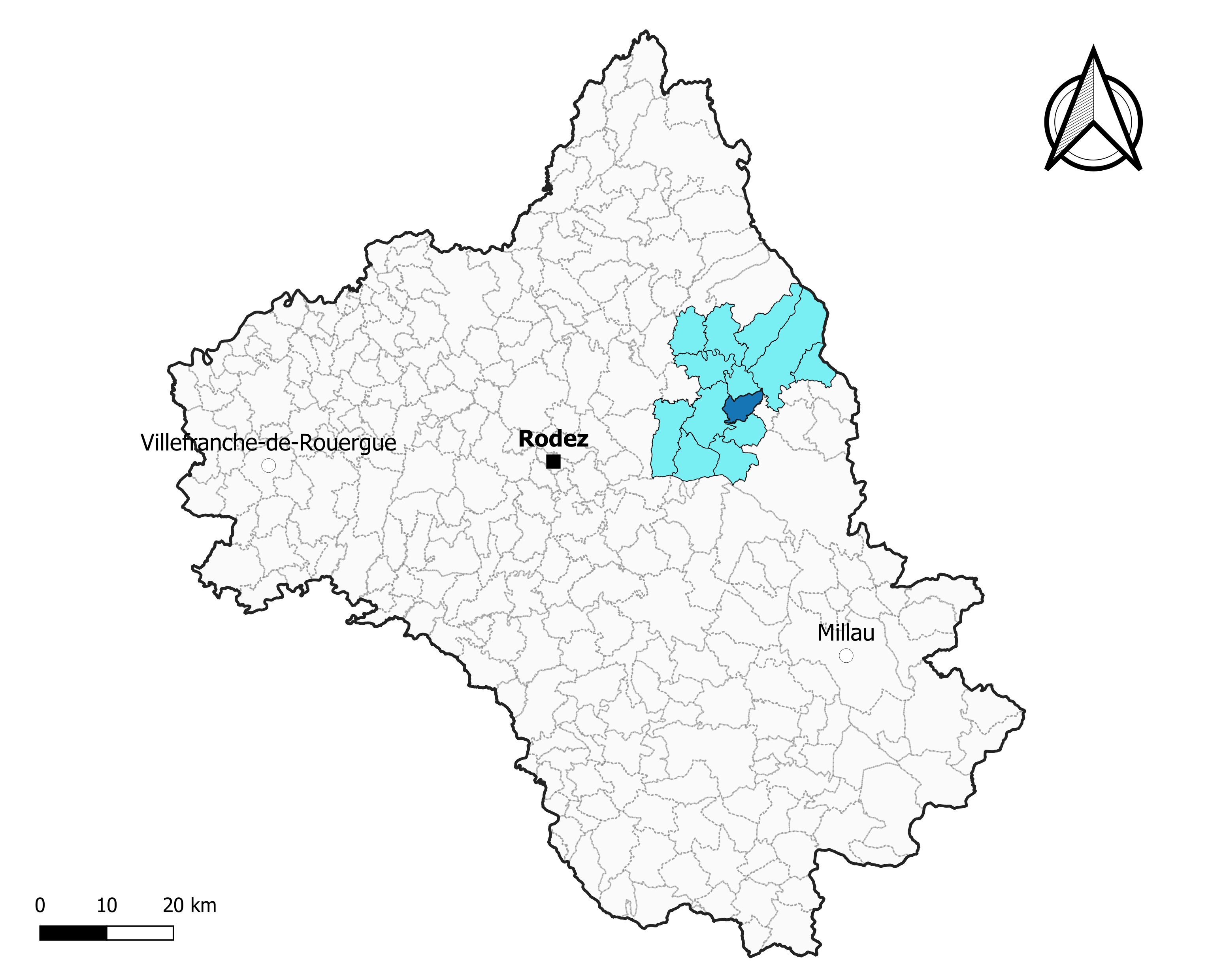
Pierrefiche dans le canton de Lot et Palanges en 2020.
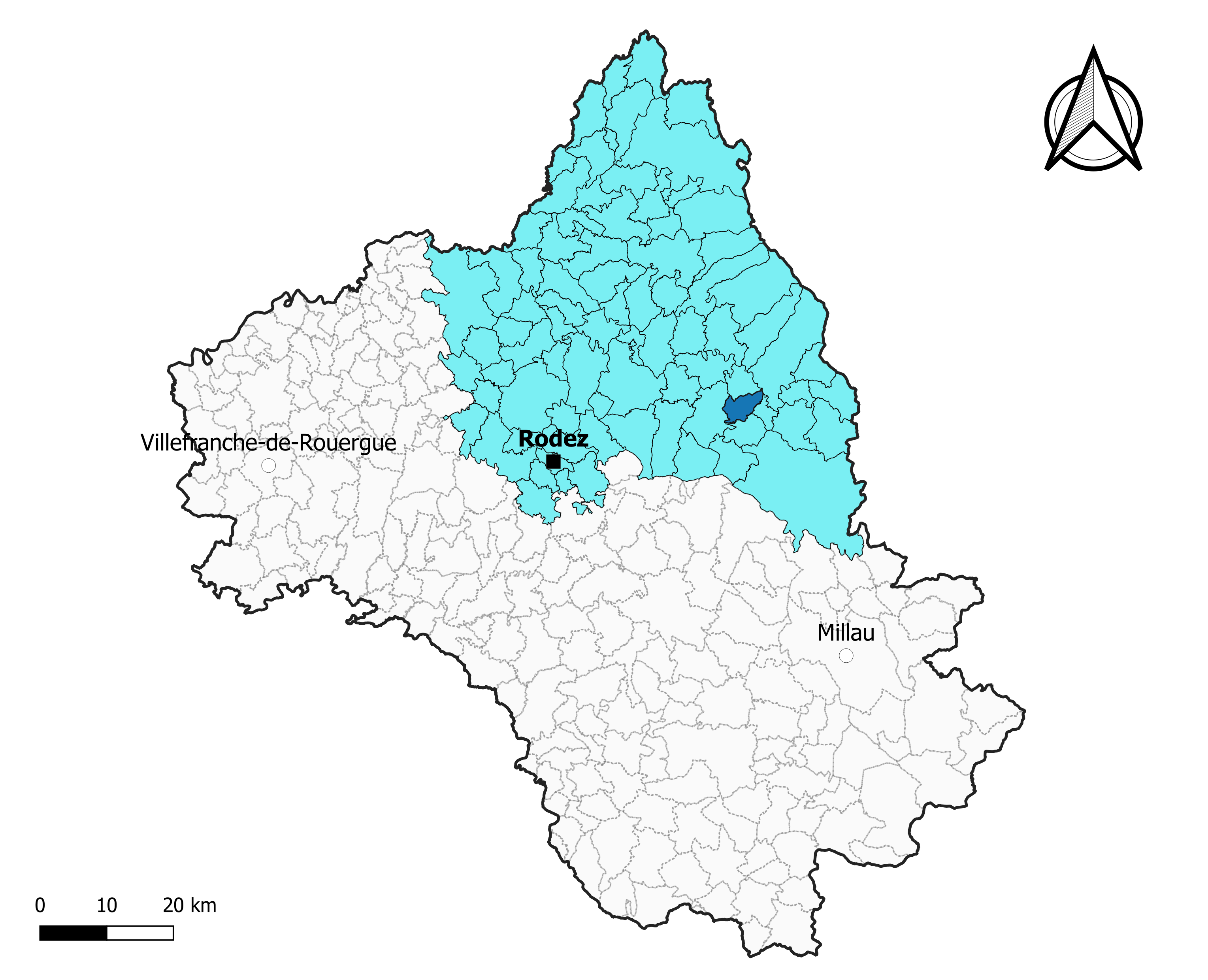
Pierrefiche dans l'arrondissement de Rodez en 2020.

### Élections municipales et communautaires

#### Élections de 2020
Le conseil municipal de Pierrefiche, commune de moins de 1 000 habitants, est élu au scrutin majoritaire plurinominal à deux tours avec candidatures isolées ou groupées et possibilité de panachage. Compte tenu de la population communale, le nombre de sièges à pourvoir lors des élections municipales de 2020 est de 11. La totalité des onze candidats en lice est élue dès le premier tour, le 15 mars 2020, avec un taux de participation de 72,97 %.
Raphaël Bach est élu nouveau maire de la commune le 27 mai 2020.
Dans les communes de moins de 1 000 habitants, les conseillers communautaires sont désignés parmi les conseillers municipaux élus en suivant l’ordre du tableau (maire, adjoints puis conseillers municipaux) et dans la limite du nombre de sièges attribués à la commune au sein du conseil communautaire. Un siège est attribué à la commune au sein de la communauté de communes Des Causses à l'Aubrac.

#### Liste des maires
| Période                                  | Période  | Identité          | Étiquette | Qualité                           |
| ---------------------------------------- | -------- | ----------------- | --------- | --------------------------------- |
| 1986                                     | 1995     | Jean-Claude Luche | DVD       | Cadre bancaire Conseiller général |
| 1995                                     | 2014     | Jean-Paul Mornet  |           |                                   |
| mars 2014                                | mai 2020 | Gérard Majorel    |           | Agriculteur exploitant            |
| mai 2020                                 | En cours | Raphaël Bach,     |           | Artisan                           |
| Les données manquantes sont à compléter. |          |                   |           |                                   |

## Population et société

### Démographie

#### Évolution démographique
L'évolution du nombre d'habitants est connue à travers les recensements de la population effectués dans la commune depuis 1793. Pour les communes de moins de 10 000 habitants, une enquête de recensement portant sur toute la population est réalisée tous les cinq ans, les populations de référence des années intermédiaires étant quant à elles estimées par interpolation ou extrapolation. Pour la commune, le premier recensement exhaustif entrant dans le cadre du nouveau dispositif a été réalisé en 2008.

En 2022, la commune comptait 293 habitants, en évolution de +8,12 % par rapport à 2016 (Aveyron : +0,37 %, France hors Mayotte : +2,11 %).
| 1793 | 1800 | 1806  | 1821  | 1831  | 1836  | 1841 | 1846 | 1851 |
| ---- | ---- | ----- | ----- | ----- | ----- | ---- | ---- | ---- |
| 873  | 443  | 1 807 | 1 739 | 1 765 | 1 761 | 704  | 678  | 665  |

| 1856 | 1861 | 1866 | 1872 | 1876 | 1881 | 1886 | 1891 | 1896 |
| ---- | ---- | ---- | ---- | ---- | ---- | ---- | ---- | ---- |
| 601  | 553  | 540  | 514  | 559  | 530  | 541  | 535  | 528  |

| 1901 | 1906 | 1911 | 1921 | 1926 | 1931 | 1936 | 1946 | 1954 |
| ---- | ---- | ---- | ---- | ---- | ---- | ---- | ---- | ---- |
| 525  | 516  | 477  | 391  | 336  | 322  | 317  | 342  | 269  |

| 1962 | 1968 | 1975 | 1982 | 1990 | 1999 | 2006 | 2008 | 2013 |
| ---- | ---- | ---- | ---- | ---- | ---- | ---- | ---- | ---- |
| 252  | 205  | 203  | 199  | 238  | 273  | 264  | 262  | 268  |

| 2018 | 2022 | - | - | - | - | - | - | - |
| ---- | ---- | - | - | - | - | - | - | - |
| 277  | 293  | - | - | - | - | - | - | - |

#### Pyramide des âges
La population de la commune est relativement âgée. En 2018, le taux de personnes d'un âge inférieur à 30 ans s'élève à 26,0 %, soit un taux inférieur à la moyenne départementale (28,8 %). Le taux de personnes d'un âge supérieur à 60 ans (32,8 %) est inférieur au taux départemental (34,3 %).
En 2018, la commune comptait 133 hommes pour 144 femmes, soit un taux de 51,99 % de femmes, supérieur au taux départemental (50,67 %).
Les pyramides des âges de la commune et du département s'établissent comme suit :
| Hommes | Classe d’âge | Femmes |
| ------ | ------------ | ------ |
| 1,5    | 90 ou +      | 2,1    |
| 9,0    | 75-89 ans    | 11,1   |
| 24,1   | 60-74 ans    | 18,1   |
| 20,3   | 45-59 ans    | 21,5   |
| 23,3   | 30-44 ans    | 17,4   |
| 7,5    | 15-29 ans    | 10,4   |
| 14,3   | 0-14 ans     | 19,4   |

| Hommes | Classe d’âge | Femmes |
| ------ | ------------ | ------ |
| 1,3    | 90 ou +      | 3      |
| 10,3   | 75-89 ans    | 13,5   |
| 21,3   | 60-74 ans    | 21,3   |
| 20,8   | 45-59 ans    | 20,1   |
| 16,4   | 30-44 ans    | 15,7   |
| 14,8   | 15-29 ans    | 12,2   |
| 15,3   | 0-14 ans     | 14,3   |

## Économie

### Revenus
En 2018  (données Insee publiées en septembre 2021), la commune compte 122 ménages fiscaux, regroupant 282 personnes. La médiane du revenu disponible par unité de consommation est de 21 210 € (20 640 € dans le département).

### Emploi
| Division       | 2008  | 2013  | 2018  |
| -------------- | ----- | ----- | ----- |
| Commune        | 3,8 % | 8,9 % | 3 %   |
| Département    | 5,4 % | 7,1 % | 7,1 % |
| France entière | 8,3 % | 10 %  | 10 %  |

En 2018, la population âgée de 15 à 64 ans s'élève à 167 personnes, parmi lesquelles on compte 76 % d'actifs (73,1 % ayant un emploi et 3 % de chômeurs) et 24 % d'inactifs,. Depuis 2008, le taux de chômage communal (au sens du recensement) des 15-64 ans est inférieur à celui de la France et du département.
La commune fait partie de la couronne de l'aire d'attraction de Rodez, du fait qu'au moins 15 % des actifs travaillent dans le pôle,. Elle compte 116 emplois en 2018, contre 108 en 2013 et 91 en 2008. Le nombre d'actifs ayant un emploi résidant dans la commune est de 126, soit un indicateur de concentration d'emploi de 92,1 % et un taux d'activité parmi les 15 ans ou plus de 57 %.
Sur ces 126 actifs de 15 ans ou plus ayant un emploi, 34 travaillent dans la commune, soit 27 % des habitants. Pour se rendre au travail, 84,9 % des habitants utilisent un véhicule personnel ou de fonction à quatre roues, 1,6 % les transports en commun, 5,6 % s'y rendent en deux-roues, à vélo ou à pied et 7,9 % n'ont pas besoin de transport (travail au domicile).

### Activités hors agriculture
46 établissements sont implantés  à Pierrefiche au 31 décembre 2019. Le tableau ci-dessous en détaille le nombre par secteur d'activité et compare les ratios avec ceux du département,.
| Secteur d'activité                                                                                        | Commune | Commune | Département |
| Secteur d'activité                                                                                        | Nombre  | %       | %           |
| --- | ------- | ------- | ----------- |
| Ensemble                                                                                                  | 46      |         |             |
| Industrie manufacturière, industries extractives et autres                                                | 24      | 52,2 %  | (17,7 %)    |
| Construction                                                                                              | 5       | 10,9 %  | (13 %)      |
| Commerce de gros et de détail, transports, hébergement et restauration                                    | 1       | 2,2 %   | (27,5 %)    |
| Information et communication                                                                              | 2       | 4,3 %   | (1,5 %)     |
| Activités financières et d'assurance                                                                      | 1       | 2,2 %   | (3,4 %)     |
| Activités immobilières                                                                                    | 3       | 6,5 %   | (4,2 %)     |
| Activités spécialisées, scientifiques et techniques et activités de services administratifs et de soutien | 7       | 15,2 %  | (12,4 %)    |
| Administration publique, enseignement, santé humaine et action sociale                                    | 3       | 6,5 %   | (12,7 %)    |

Le secteur de l'industrie manufacturière, des industries extractives et autres est prépondérant sur la commune puisqu'il représente 52,2 % du nombre total d'établissements de la commune (24 sur les 46 entreprises implantées  à Pierrefiche), contre 17,7 % au niveau départemental.

### Agriculture
La commune est dans la « Viadène et vallée du Lot », une petite région agricole occupant le nord-ouest du département de l'Aveyron. En 2020, l'orientation technico-économique de l'agriculture  sur la commune est l'élevage d'ovins ou de caprins.
|               | 1988  | 2000  | 2010  | 2020  |
| ------------- | ----- | ----- | ----- | ----- |
| Exploitations | 28    | 20    | 15    | 15    |
| SAU (ha)      | 1 026 | 1 109 | 1 143 | 1 575 |

Le nombre d'exploitations agricoles en activité et ayant leur siège dans la commune est passé de 28 lors du recensement agricole de 1988  à 20 en 2000 puis à 15 en 2010 et enfin à 15 en 2020, soit une baisse de 46 % en 32 ans. Le même mouvement est observé à l'échelle du département qui a perdu pendant cette période 51 % de ses exploitations,. La surface agricole utilisée sur la commune a quant à elle augmenté, passant de 1 026 ha en 1988 à 1 575 ha en 2020. Parallèlement la surface agricole utilisée moyenne par exploitation a augmenté, passant de 37 à 105 ha.

## Culture locale et patrimoine

### Lieux et monuments

#### Château de Galinières

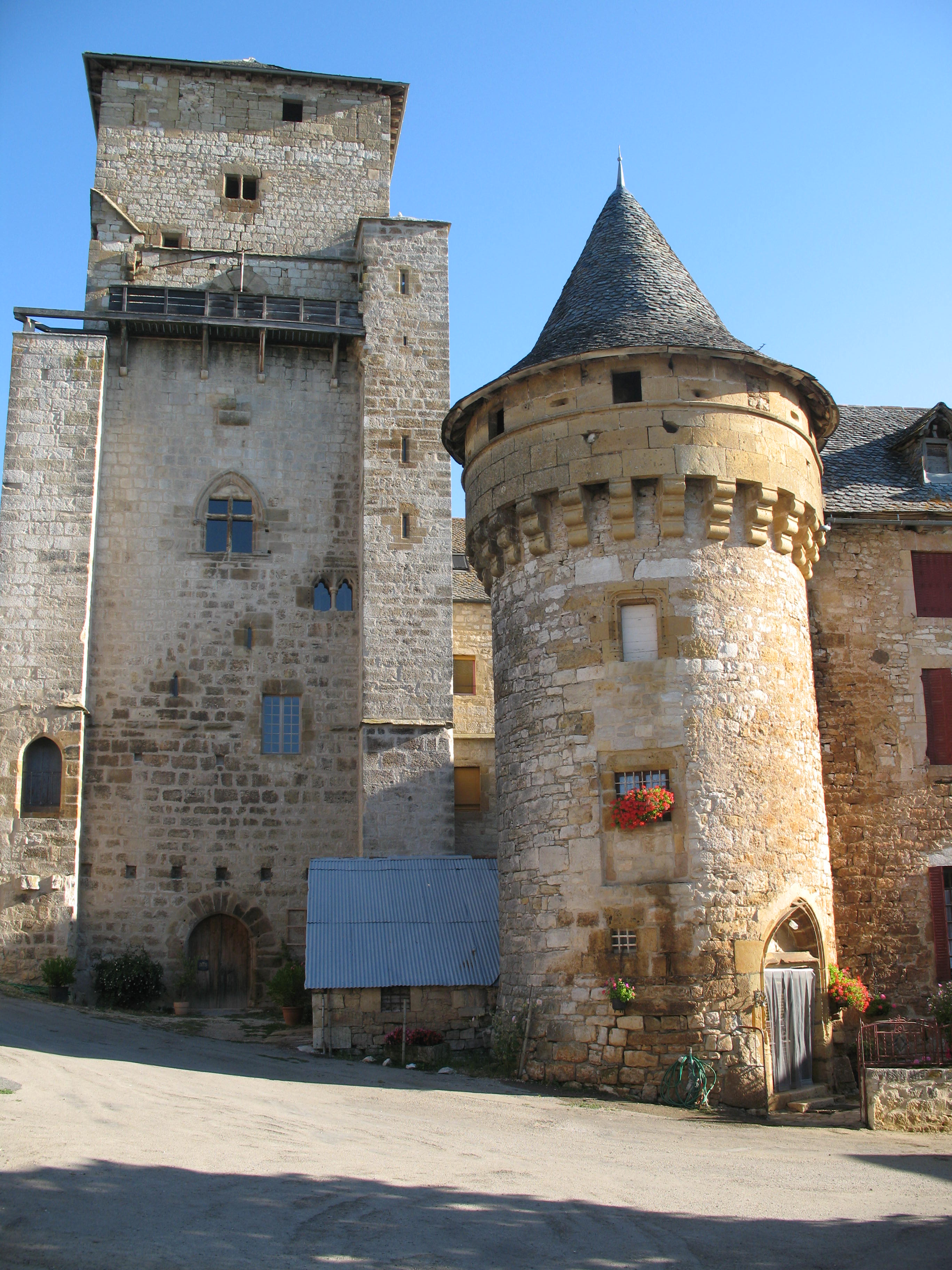
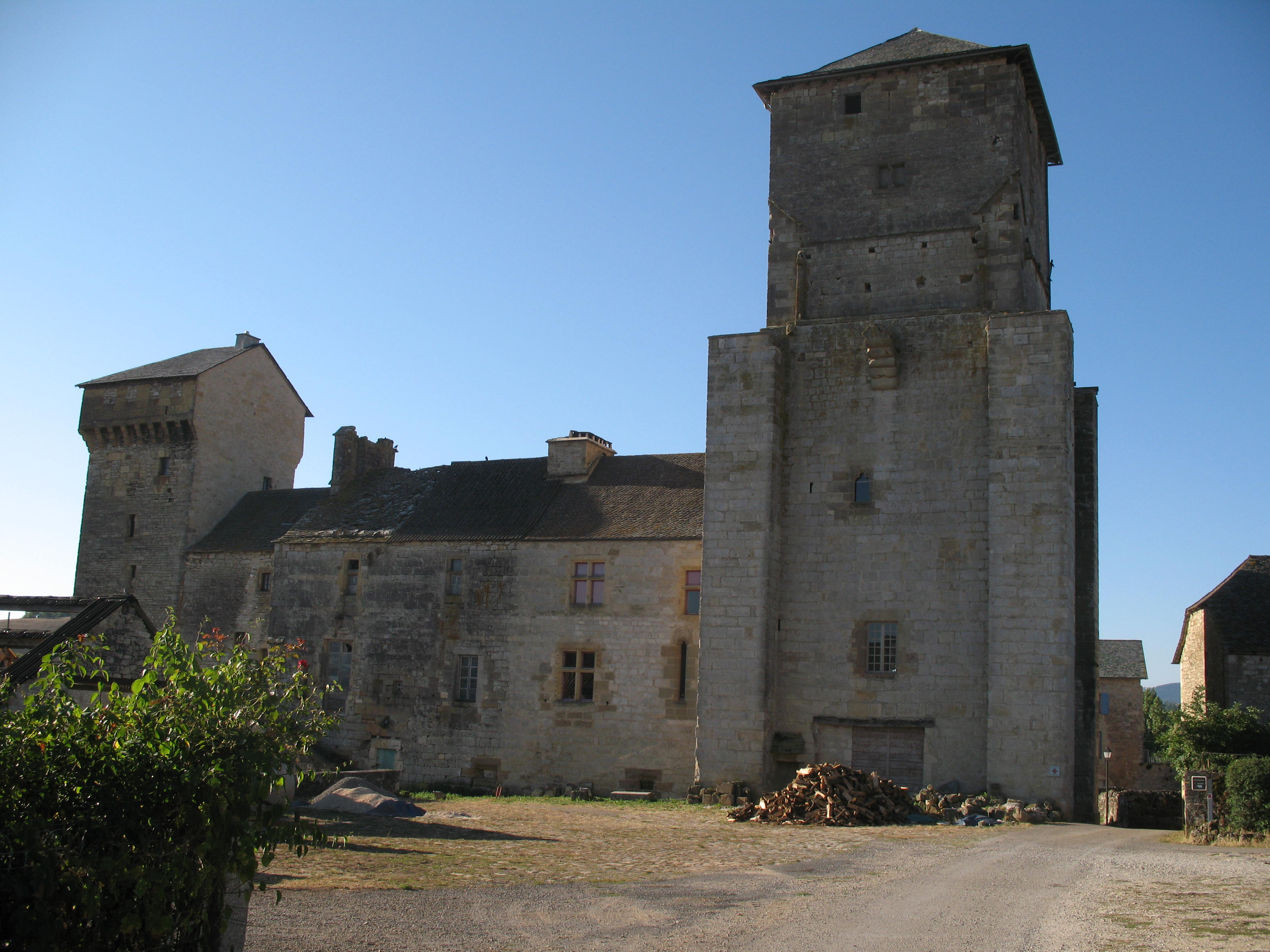

Inscrit MH (1928)

#### Église Saint-Pierre
Inscrit MH (1928)

### Héraldique
| Blason de Pierrefiche | Blason  | De gueules, à deux clés d’or, mises en sautoir, cantonnées en 1 d’une tour d’argent, en 2 et 3 d’une croix chrétienne d’or et en 4 d’un menhir fiché sur un rocher se mouvant de la pointe, le tout d’argent. |
| Blason de Pierrefiche | Détails | L’or et le gueules sont les couleurs du Rouergue, province d’appartenance du village. Les deux clés sont le symbole de Pierre, le saint patron du village. La tour représente le château de Galinières. La croix chrétienne d’or est l’un des éléments des armoiries de l’abbaye de Bonneval, seigneur du château de Galinières et donc du village. Les armes exactes de la communauté sont « d’azur, à une notre Dame d’argent, tenant de sa main dextre et contre son cœur une croix d’or ». La reprise intégrale des armes de famille étant interdite pour les municipalités, il suffit d’en emprunter un ou plusieurs éléments. Le menhir planté dans le rocher traduit le nom du village. Les ornements sont deux gerbes de blé d’or, mises en sautoir par la pointe et liées de gueules afin d’honorer l’agriculture communale et représente l’ancienne grange aux dîmes. Le listel d'argent porte le nom de la commune en lettres majuscules de sable. La couronne de tours dit que l’écu est celui d’une commune ; elle n’a rien à voir avec des fortifications. Le statut officiel du blason reste à déterminer. |